# نقار قرمزي
نقار قرمزي (الاسم العلمي: Picus mineaceus) (بالإنجليزية: Banded Woodpecker)‏ هو نوع من الطيور يتبع جنس النقار الحقيقي من الفصيلة النقارية الحقيقية.